# Rigoberto Picaporte, solterón de mucho porte
Rigoberto Picaporte, solterón de mucho porte. és el títol d'una sèrie de còmics creada pel dibuixant Robert Segura per a la revista Pulgarcito en 1957.

## Argument
La sèrie satiritza els maldecaps del protagonista, Rigoberto Picaporte, per casar-se amb la jove Curruquita Cencérrez, atractiva i d'un nivell social superior, per això fa l'impossible per agradar-les a ella i a la seua mare, doña Abelarda. Com és de preveure en una historieta còmica de l'escola Bruguera, el protagonista acaba sovint ridiculitzat i mai aconsegueix comprometre's amb Curruquita. Se satiritza també en la sèrie l'ambient laboral (Rigoberto és oficinista, sotmès a l'humor capriciós dels seus caps). En general, la historieta té un marcat to costumista.
Alguns personatges secundaris, a més del mateix Rigoberto, Curruquita i doña Abelarda són Eufemia, criada de Rigoberto, i Pepito, nebot d'aquest.
Les seues aventures es poden trobar en el llibre de la col·lecció Super Humor Clásicos número 4, editat per Edicions B sota el títol Rigoberto Picaporte y compañía, i al col·leccionable d'RBA Clásicos del humor.